# Elewijt
Elewijt – dzielnica (deelgemeente) gminy Zemst w Belgii, w Regionie Flamandzkim, w prowincji Brabancja Flamandzka, w okręgu Halle-Vilvoorde. 1 stycznia 2020 roku liczyła 5187 mieszkańców. Do 31 grudnia 1976 samodzielna gmina.
Miejscowość słynna jest z zamku Het Steen, który był własnością Petera Paula Rubensa od 1635 do jego śmierci w 1640 roku. Zamek był prezentowany na niektórych jego obrazach.

## Historia
Miejscowość została założona w I wieku na skrzyżowaniu dróg. Istniała do momentu zniszczenia pod koniec III wieku n.e. Setki lat później powoli zaczęła powstawać nowa miejscowość, której centrum znajdowało się pół mili na południe od ruin starej osady.
W 2008 roku miejscowość otrzymała nagrodę w konkursie Dorp met toekomst (pl. Wieś z przyszłością) za projekt „Een stoel voor jou” (pl. Krzesło dla Ciebie). Zakładał on przygotowanie krzeseł, ustawienie ich na chodniku, aby zachęcić sąsiadów i znajomych do rozmowy. Podczas majowego weekendu na chodnikach wsi stanęło około 1000 krzeseł. Projekt realizowano do końca sierpnia i zakończono wystawą poświęconą projektowi. 